# 北地王 (越剧)
北地王，越剧古装剧，故事取材于古典名著《三国演义》中蜀国北地王刘谌的故事。由庄志1957年在剧本《国破山河在》基础之上改编。

## 故事情节
三国蜀汉刘禅统治末期，国势日衰。魏国军队进攻蜀国，蜀主刘禅听谯周提议决意降魏，刘禅之子北地王刘谌苦谏未果。刘谌回宫后，其妻殉国；刘谌杀死诸子之后，赴祖庙哭告先帝，之后自刎。

## 演出情况
1947年秋，玉兰剧团在上海首演此剧，初名《国破山河在》。徐玉兰饰北地王刘谌，许金彩饰崔氏。
1957年，上海越剧院二团重演此剧，更名为《北地王》。导演为石景山，作曲顾振遐。徐玉兰饰刘谌，王文娟饰崔氏，周宝奎饰谯周。“哭祖庙”一场为徐玉兰的代表作之一。

## 部分唱词
- 山河破，社稷倒，一场恶梦，到今日，哭祖庙，我泪洒胸膛!(《哭祖庙》)